# Rafael Dieste Gonçalves

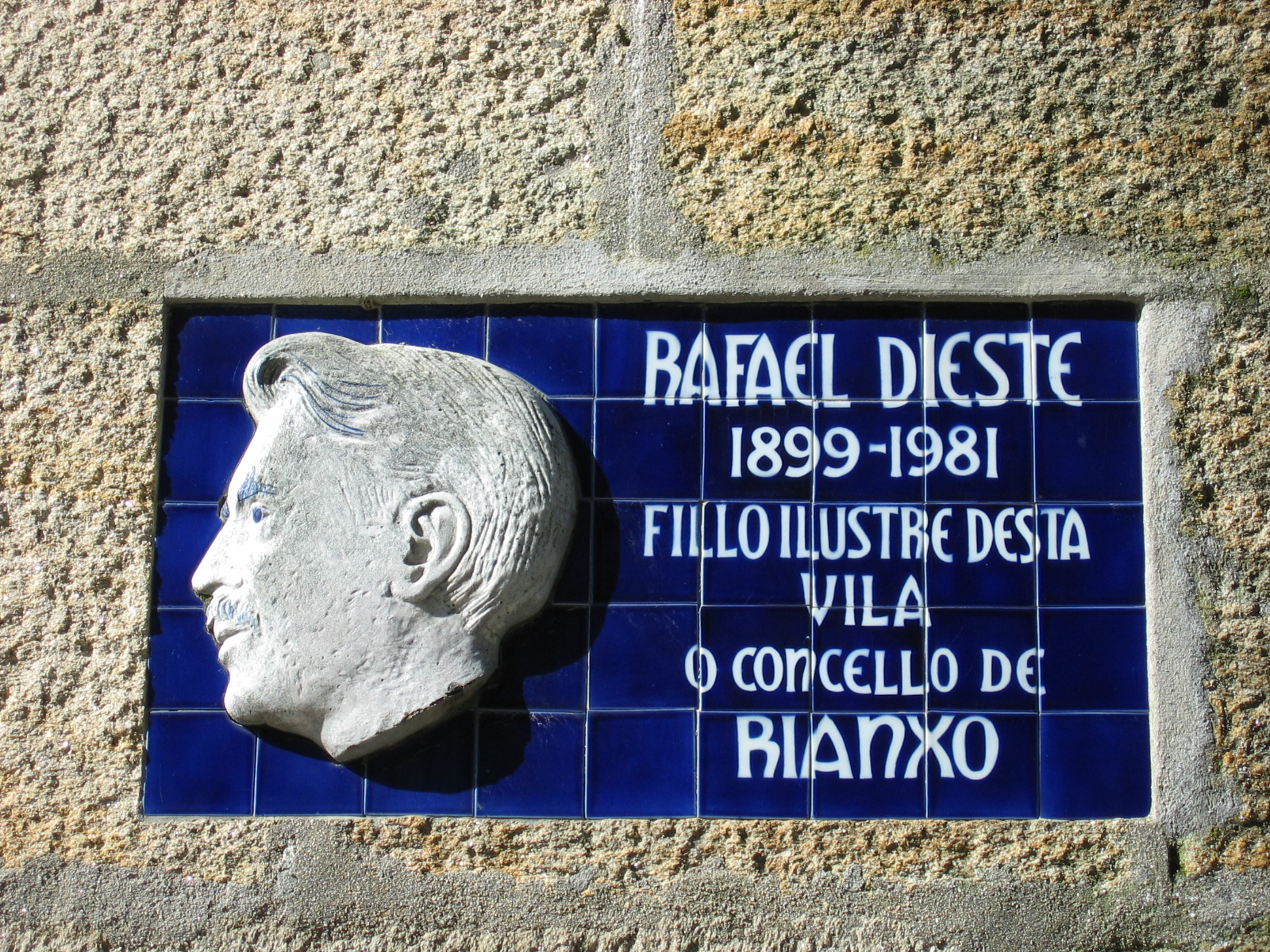
Placa a la casa de Rafael Dieste

Rafael Francisco Antonio Olegario Dieste Gonçalves (Rianxo, Galícia, 25 de gener de 1899-Santiago de Compostel·la, 15 d'octubre de 1981) fou un escriptor gallec, un dels més destacats de les lletres gallegues durant el segle xx. Va pertànyer a la generació espanyola del 27 i a la generació del 22 i 25 de Galícia.

## Biografia

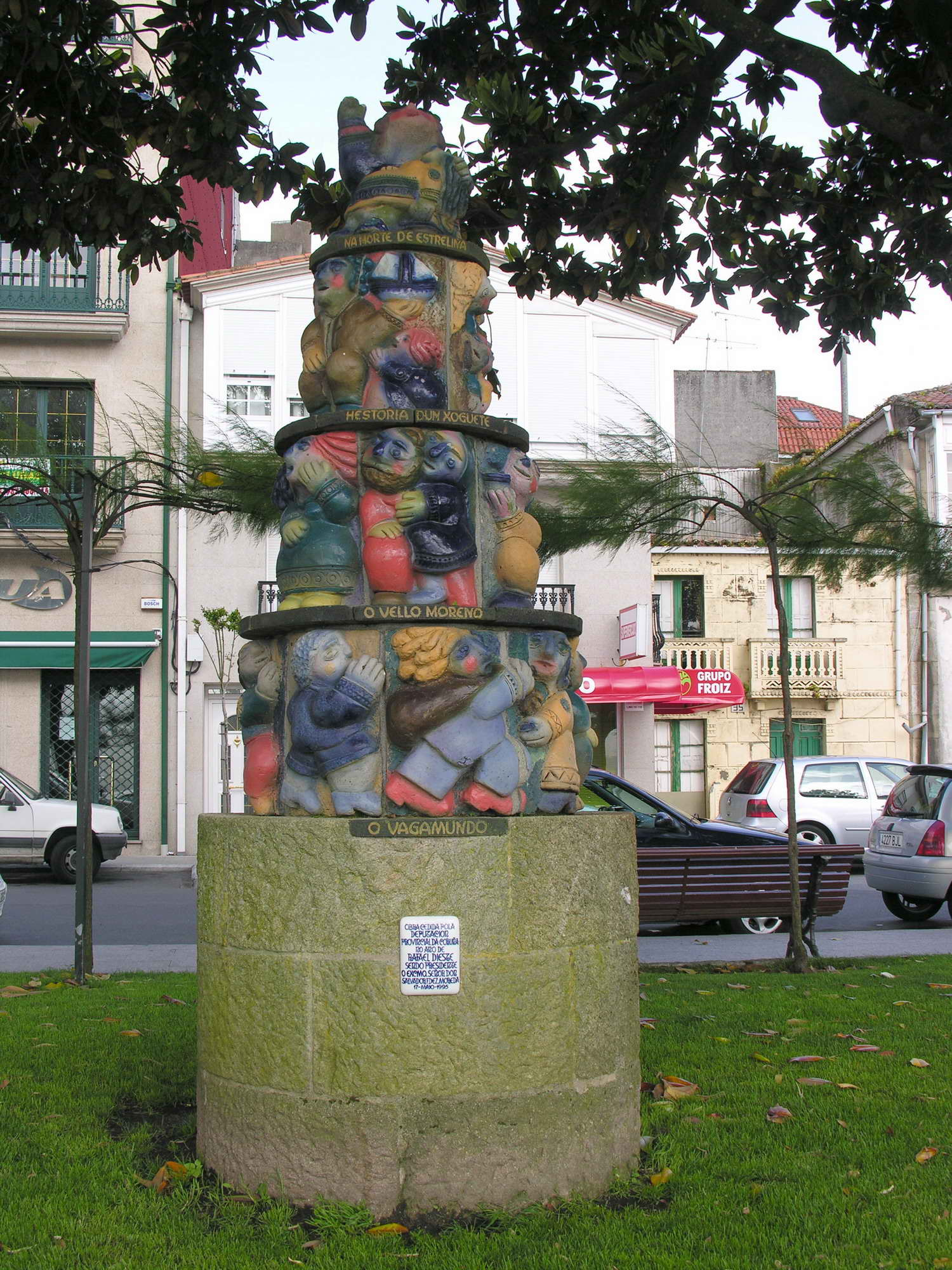
Monument a Rafael Dieste, Rianxo

Dieste va néixer a Rianxo, fill de pare gallec i mare uruguaiana d'origen brasiler. El seu germà, Eduardo Dieste, nascut a l'Uruguai quan la seva família va emigrar cap a Amèrica, també va ser un escriptor important, encara que en llengua castellana.
Amb els seus contes i peces de teatre, entre els quals destaquen A fiestra valdeira i Dos arquivos do trasno, va intentar modernitzar el sistema literari gallec allunyant-lo del ruralisme. Entre 1921 i 1923 va fer el servei militar per la guerra amb el Marroc. Quan va tornar a Galícia, va acabar la carrera de periodisme i va col·laborar en diversos periòdics de Vigo, com Faro de Vigo, Galícia i El Pueblo Gallego. El 1926 va recollir vuit relats ja publicats en Dos arquivos do trasno i amb la seva lectura va ingressar, el 1927, al Seminario de Estudos Galegos.
Dieste va formar part d'una nova generació que es va debatre entre la dedicació a la causa gallega i el desig d'un triomf personal més ampli en les lletres espanyoles. Així, el 1932 es va traslladar a Madrid amb el propòsit d'iniciar la seva carrera com escriptor. Va crear i va dirigir el Teatre Guiñol per a les missions pedagògiques, per al qual va escriure bastants farses, com Viaje y fin de don Frontán (Farsa trágica), el 1930; Farsa infantil, La fiera risueña i Curiosa muerte burlada (1933), Simbiosis (1934), Quebranto de doña Luparia y otras farsas (1934). Són de caràcter tragicòmic, esperpèntic i grotesc. El 1933 va encapçalar la missió que va visitar Galícia.
El colp del 18 de juliol de 1936 el va sorprendre treballant en les missions pedagògiques. Durant la Guerra civil, va formar part de l'Aliança d'Intel·lectuals Antifeixistes: fou director del Teatre espanyol de Madrid i dirigent del grup de teatre «Nova Escena», sorgit de la seva secció teatral i un dels responsables de la seva revista literària El Mono Azul. Va ser nomenat director del Teatre espanyol: formà una companyia amb actors en atur. Va col·laborar amb la revista Nova Galiza i va dirigir al costat d'Antonio Sánchez Barbudo la revista El Combatiente del Este (1938). Va escriure obres de circumstàncies, com Al amanecer, obra d'un sol acte amb la qual van estrenar Rafael Alberti i María Teresa León la secció «Nova Escena» al Teatre espanyol, i Nuevo retablo de las maravillas (1937), en el qual només poden veure les peripècies i figures del retaule els que no estiguin tocats de marxisme, sindicalisme, anarquisme i altres plagues.
Va seguir la retirada republicana a València i Barcelona, i es va exiliar el 1939. Després de breus estades a França, Països Baixos i Uruguai, es va establir a Buenos Aires (Argentina), on va treballar com a director literari en l'Editorial Atlántida. A Buenos Aires participà activament en la vida cultural de la ciutat, conreà l'amistat d'altres exiliats com Lorenzo Varela, Luís Seoane i Rafael Alberti.
El 1948, va viatjar per Europa com a comissionat del Museu Nacional d'Arts Plàstiques de Montevideo, i va acceptar un càrrec de lector de Llengua i Literatura espanyoles a la Universitat de Cambridge fins a 1952, a què seguiria un altre lectorat a l'Institut Tecnològic d'Estudis Superiors de Monterrey, Mèxic. El 1954 va tornar a Buenos Aires i a l'Editorial Atlántida, en la qual va aparèixer la versió definitiva d'A fiestra valdeira (1958), que revisava la de 1927.
L'any 1960 torna a Galícia, on desplega una intensa activitat com a conferenciant. El 1961 va tornar a Rianxo i, un any després, va publicar en l'Editorial Galaxia, consagrada en exclusiva als autors en llengua gallega, una reedició ampliada de Dos arquivos do trasno. A mitjans dels seixanta es va instal·lar a La Corunya i el 1970 va ingressar com a membre de la Reial Acadèmia Gallega amb el discurs A vontade de estilo na fala popular ('La voluntat d'estil en el parla popular'). A part de col·laborar en algunes publicacions, va ser homenatjat i requerit per a conferències i taules rodones. Les seves intervencions en aquests actes van ser recollides en el llibre pòstum Encontros e vieiros (1990). El 1977 va signar el Manifesto dos 29 reclamant l'autogovern per a Galícia. Poc abans de la seva mort va aparèixer el volum Antre a terra e o ceo, que recull articles dels anys vint publicats en El Pueblo Gallego. Se li va dedicar el Dia de les Lletres Gallegues de 1995.

## Obres
Matemàtic de professió abans que escriptor, és autor d'una petita col·lecció de contes en gallec, recollits amb el títol Dos arquivos do trasno (1926, ampliat després), i d'una peça teatral, A fiestra valdeira (1927), però aquests contes, així com els que va publicar en castellà, ja en l'exili, amb el títol Historias e invenciones de Félix Muriel (1943) basten per a acreditar-lo com un dels més originals prosistes hispànics del segle xx. Va pertànyer a l'anomenada Xeración do 22.
- Obras literarias. Edició de Darío Villanueva, Madrid: Fundació Santander Central Hispano, 2006.
- Obras completas (Edicions de Castro, 1995), 5 vols.

### En gallec
- O drama do cabalo de xadrez (1925)
- Dos arquivos do trasno (1926)
- A fiestra valdeira (1927)
- A vontade de estilo na fala popular (1975)
- Viaxe e fin de don Frontán (publicat pòstumament el 1982)

### En castellà
- Juan de Luz (1929)
- Rojo farol amante (1933)
- Quebranto de doña Luparia y otras farsas (1934)
- La vieja piel del mundo (1936)
- Promesa del viejo y la doncella (1938)
- De cómo vino al mundo Félix Muriel (1942)
- Historias e invenciones de Félix Muriel (1943)
- Viaje, duelo y perdición (1945)
- Luchas con el desconfiado (1948)
- Nuevo tratado del paralelismo (1955)
- Pequeña clave ortográfica (1956)
- Diálogo de Manuel y David (1965)
- ¿Qué es un axioma? (1967)
- Testamento geométrico (1975)
- Viaje, duelo y perdición: tragedia, humorada y comedia (1979)
- El alma y el espejo (1981)